# Бор кривуљ
Бор кривуљ (лат. Pinus mugo) је зимзелени четинарски жбун, ређе мало дрво из рода борова (Pinus). Назив mugo потиче од народног назива mughus како се овај бор назива у Алпима. Друга домаћа имена овог бора су планински бор или клековина.

## Распрострањеност
Кривуљ или планински бор распрострањен је на највишим надморским висинама планинских предела средње и јужне Европе: Пиринејима, Алпима, Немачком средогорју, Судетима, Балкану И Карпатима.

## Изглед
Кривуљ је дуговечна врста и може доживети велику старост. То је низак жбун, ређе дрво, висине 3-4 м (ређе до 12 м). Стабло је најчешће криво и полегло по земљи, мада понекад може расти и усправно. Коренов систем нема жилу срчаницу, већ се бројни и веома разгранати бочни коренови шире у пречнику и до 10 м. Кора је сивосмеђа, неправилно испуцала. Младе гранчице голе, светлозелене, касније смеђе до црвенкастосиве.
Планински бор је једнодома или дводома врста. Пупољци су јајастодугуљасти, до 6 мм дуги, ушиљени и јако смоласти. Четине расту густо на кратким избојцима, по 2 у рукавцу. Тамнозелене су боје, тврде, 3-4 (8) цм дуге, 1,5-2 мм широке, мало спирално увијене, ушиљене на врху, фино тестерасте по ободу. Српасто се савијају ка грани. Смолни канали смештени субепидермално. За разлику од већине других борова, код кривуља четине остају на гранама дуго, понекад и више од 4 године, што доприноси густини и декоративности његове крошње.
Цвета током јуна-јула. Мушки цветови се јављају на прошлогодишњим гранама. Шишарке су на краткој дршци, појединачни или до 4 у пршљену, јајасте. Дуге су 2-7 цм а широке 1,5-4 цм. Апофиза фертилне љуспе је жутосмеђа до тамносмеђа, ромбична до квадратна, пирамидално избочена или пљосната. Грбица је светлија, док је руб у облику прстена тамније боје. На грбици се види закржљали или јаче изражени шиљак. Семе је јајасто, дужине око 5 мм, светло-сивосмеђе, са 10-15 мм дугим криоцем. Сазрева крајем друге године. Расејава се ветром.
- Млади избојак
- Грана са четинама
- Мушке стробиле и младе шишарке
- Зреле шишарке и семе

Размножава се из семена, расте споро и релативно је отпоран према инсектима и болестима. Далеко веће штете састојине кривуља претрпеле су због непланских сеча, ради прикупљања дрвета за огрев и стварања већих површина под пашњацима.

## Станиште
Планински бор кривуљ расте на екстремним и неповољним стаништима, са суровом планинском климом, врло оскудним за живот шумскога дрвећа, на надморским висинама преко 1400 м. На врло хладним, стрмим експозицијама има га већ на 1000 м н.в., а на висинама преко 2000 м н.в. често представља горњу границу шумске вегетације, где гради густе и непроходне састојине. Његова станишта се одликују врло оскудним условима за живот дрвећа - кратак вегетациони период, дуго задржавање снега, јаки ветрови и др. Зато је прилагођен најсуровијим условима и врло је отпоран на снег, хладноћу и ветар. Отпоран је и на сушу и жегу јер је хелиофилна врста, мада подноси и делимичну засену.

## Употреба
Његов полегнут, грмолик и разгранат хабитус, који у крајној линији резултира из посебних еколошких прилика које владају у високим планинама, није прелазна, већ је чврста наследна особина. Пренесен у средину у којој су искључени еколошки фактори који би могли изазвати тај његов полегли и ниски раст, кривуљ остаје и даље жбун и грана се без изразито развијеног централног, усправног дебла. Компактна крошња, у густом засаду, успешно зауставња снежне лавине и бујице, а његов разгранат корен, прилагођен расту на веома плитким и сиромашним подлогама, веома добро везује земљиште, па је погодан за пошумљавање голети у екстремним условима, где треба спречити ерозију.
Дрво кривуља често се користи за огрев. Тврдо је и тешко, па стога погодно и за резбарство.

## Значај у озелењавању
Планински бор кривуљ се веома радо користи за озелењавање, а нарочито је подесан за садњу на нагнутим теренима, где се може успешно користити за везивање тла. Најлепше изгледа посађен у алпинетумима, јер је камењар његово природно окружење. Често се користи и у малим вртовима, али и за садњу у жардињерама. Врло је чест по парковима, где добро успева, јер због сурових услова у природном окружењу није пробирач услова.

### Варијетети
Веома је варијабилна врста. Познати су многи варијетети и хортикултурни облици. Комплексна номенклатура овог бора заснива се првенствено на варијабилности његових шишарки и хабитуса:
- Pinus mugo var. mughus (Scop.) Zenari (= P. montana var. mughus (Scop.) Willk.) - бор кривуљ или клекасти бор, има раст већином жбунаст и полегнут. Гране су повијене, а шишарке симетриче, сједеће или на врло краткој дршци, јајасте или скоро округласте. Расте у источним Алпима и на Балкану, где чини горњу границу шумске вегетације.
- Pinus mugo var. pumilio (Haenke) Zenari - патуљасти бор, расте као жбун заобљеног, полеглог облика, широк до 3 м. Гране неједнаке дужине, густо разгранат, избојци усмерени према горе. Четине такође неуједначене дужине, већином кратке, усмерене према горе. Шишарке симетричне, јајасте до округласте. Успева у субалпском појасу Алпа и Карпата.
- Pinus mugo var. rostrata (Ant.) Hoopers (= P. montana var. arborea Tubug, P. uncinata Ramond) - кукасти бор, код кога су шишарке несиметричне и врло закривљене, 5-6 цм дуге. Расте у Пиринејима, Алпима и Карпатима. Према неким ауторима у Пиринејима и западним Алпама успева Pinus mugo var. rostrata, а на средњоеуропским тресетиштима, источним Алпима и Карпатима долази Pinus mugo var. uncinata Willk. који нарасте као ниско дрво, висине 10-20 м.[3]

- Pinus mugo var. mughus (Scop.) Zenari
- Pinus mugo var. pumilio (Haenke) Zenari
- Pinus mugo var. uncinata Willk.

Постоји велики број украсних форми, од којих су најчешће:
- Pinus mugo 'Allgäu',
- Pinus mugo 'Compacta' (= P. m. f. compacta Slavin),
- Pinus mugo 'Frisia',
- Pinus mugo ’Gnom’ (= P. mughus ’Gnom’ den Ouden),
- Pinus mugo 'Hampy',
- Pinus mugo 'Hesse',
- Pinus mugo 'Kissen' (= P. m. brevifolia Zu Jeddeloh),
- Pinus mugo 'Kobold',
- Pinus mugo 'Mops',
- Pinus mugo 'Ophir',
- Pinus mugo 'Rotundata' (= P. montana var. rotundata Willk., P. obliqua Saunt.),
- Pinus mugo 'Slavinnii' (= P. m. slavinii Hornibr.),
- Pinus mugo 'Valley Cushion',
- Pinus mugo 'Veriegata',
- Pinus mugo 'Winter Gold'.[3]

- Pinus mugo ’Gnom’
- Pinus mugo 'Humpy'
- Pinus mugo 'Ophir'
- Pinus mugo 'Rotundata'
- Pinus mugo
 'Valley Cushion'
- Pinus mugo
 'Winter Gold'

Познат је и хибрид између кривуља (P. mugo) и белог бора (P. sylvestris) под називом P. rhaetica Bruegg. (= P. digenea Beck, P. celakovskiorum Ascher. et Graebn.).